# 8236 Gainsborough
8236 Gainsborough eller 4040 P-L är en asteroid i huvudbältet som upptäcktes den 24 september 1960 av den nederländsk-amerikanske astronomen Tom Gehrels och det nederländska astronomparet Ingrid van Houten-Groeneveld och Cornelis Johannes van Houten vid Palomarobservatoriet. Den är uppkallad efter den brittiske målaren Thomas Gainsborough.
Asteroiden har en diameter på ungefär 6 kilometer och den tillhör asteroidgruppen Dora.